# Cornelius Meister
Cornelius Meister (né le 23 février 1980, Hanovre, Allemagne) est un chef d'orchestre et un pianiste allemand.  

## Biographie
Son père, Konrad Meister, est pianiste et professeur de piano à la Musikhochschule Hannover. Sa mère est aussi professeur de piano. Son demi-frère, Rudolf Meister, est également pianiste et est recteur de la Hochschule für Musik und Darstellende Kunst Mannheim (de).
Meister a étudié le piano et la direction d'orchestre à la Hochschule für Musik, Theater und Medien Hannover. Après son père, ses autres enseignants à Hanovre ont été Martin Brauß et Eiji Oue. Meister a aussi étudié la musique au Mozarteum de Salzbourg, avec des professeurs tels que Dennis Russell Davies et Karl Kamper.  Il a été vainqueur en 1996 du Südwestdeutschen Kammermusikwettbewerb, vainqueur du Radeberger Förderpreis et a eu le Prix du public lors du Festival de musique du Schleswig-Holstein de 1998. Il a reçu en 2000 le Preis der Deutschen Stiftung Musiklebende de la part du Concours de musique allemand (de).
De 2001 à 2002, Meister a été chef assistant au Théâtre d'Erfurt (de). Il a aussi travaillé comme Kapellmeister de l'Opéra de Hanovre. En septembre 2005, il est devenu directeur musical à Heidelberg, devenant le plus jeune directeur musical d'Allemagne. En octobre 2008, il a prolongé son contrat à Heidelberg jusqu'en 2012. En septembre 2010, Meister est devenu chef d'orchestre et directeur artistique de l'Orchestre symphonique de la radio de Vienne (Vienne RSO), avec un contrat de quatre ans. Avec le Vienna RSO, il a enregistré la musique de Gottfried von Einem.
En novembre 2008, Cornelius Meister a dirigé pour la première fois l'Orchestre philharmonique de Dresde, avec au programme : l'Ouverture et la Bacchanale de "Tannhäuser" de Richard Wagner, "Verklärte Nacht op. 4" pour orchestre à cordes d'Arnold Schönberg et "Prométhée ou le Poème du feu op.60" d'Alexandre Scriabine.
En septembre 2009, Meister a fait ses débuts aux USA au San Francisco Opera. Meister continue à jouer de la musique de chambre dans un duo clarinette-piano avec Clemens Trautmann. 
Mariés depuis 2006, Meister et son épouse ont deux fils.

## Récompenses
- 2016 : International Opera Award pour l'opéra Peter Grimes à l'Opéra de Vienne[4].
- 2018 : International Classical Music Award pour l'intégrale des symphonies de Bohuslav Martinů avec l'ORF Radio-Symphonieorchester Wien[5].
- 2018 : Diapason d'or pour le DVD Werther de Jules Massenet[6]. (Opéra de Zürich, avec Tatjana Gürbaca, Juan Diego Florez…)
- 2018 : Preis der Deutschen Schallplattenkritik, classement, pour le DVD Werther de Jules Massenet[6]. (Opéra de Zürich, avec Tatjana Gürbaca, Juan Diego Florez…)